# Tarusates
Les Tarusates étaient un peuple aquitain (proto-basque) cité par Jules César et Pline l'Ancien. On l'identifie généralement aux Aturenses (une dénomination qui s'impose à partir du IVe siècle).
Ils habitaient l'actuel Tursan dans le sud-est du département des Landes et avaient pour ville principale Atura (Aire-sur-Adour).

## Histoire
Les Tarusates avaient pour voisins les Tarbelli au sud-ouest, les Cocosates au nord-ouest, les Vasates au nord, les Élusates à l'est, les Bigerri au sud-est et les Beneharnensis au sud.
Les Tarusates sont également les habitants de l'actuelle ville de Tartas, dans l’ouest du département, et le peuple antique a parfois été associé à cette région plutôt qu'à celle d'Aire. Toutefois le nom de Tartas vient de tart, hauteur, et non des Tarusates anciens.
On retrouve leur nom dans la communauté de communes du Pays Tarusate et dans le canton du Pays morcenais tarusate.